# نیو لیسبون (ایندیانا)
نیو لیسبون (به انگلیسی: New Lisbon) یک منطقهٔ مسکونی در ایالات متحده آمریکا است که در شهرستان هنری، ایندیانا واقع شده‌است. نیو لیسبون ۳۴۴٫۱۲ متر بالاتر از سطح دریا واقع شده‌است.